# Astrild à queue noire
Glaucestrilda perreini
Espèce
Statut de conservation UICN

 LC  : Préoccupation mineure
L’Astrild à queue noire (Glaucestrilda perreini) est une espèce de passereaux de la famille des Estrildidae.

## Répartition
Cet oiseau se trouve en Afrique du Sud, Angola, République du Congo, République démocratique du Congo, Gabon, Malawi, Mozambique, Swaziland, Tanzanie, Zambie et Zimbabwe.

## Habitat
Il vit dans les zones de broussailles humides tropicales et subtropicales en plaine.